# Kai Schumann
Pour les articles homonymes, voir Schumann (homonymie).
Kai Schumann, né le 28 juillet 1976 à Dresde (Allemagne) est un acteur allemand. 
Il est surtout connu pour avoir joué dans la série télévisée Le Journal de Meg.

## Biographie
Il est né à Dresde en Allemagne, d'une mère allemande et d'un père syrien. Il a grandi à Zwoschwitz près de Plauen en Vogtland. Il a suivi une formation de théâtre à l'Académie des arts dramatiques Ernst Busch à Berlin.
Il est surtout connu en France pour avoir joué le Dr Medhi Kaan dans la série télévisée Le Journal de Meg.

## Vie privée
Il pratique l'escrime, le judo, le karaté et joue du tuba.
Il a été marié à Barbara Schumann, ils se sont séparés en 2010. Ensemble ils ont eu un fils.

## Filmographie

### Cinéma

#### Longs métrages
- 1999 : The Einstein of Sex de Rosa von Praunheim : Magnus Hirschfeld
- 1999 : Midsommar Stories de Michael Chauvistré : Roland
- 2013 : Ricky: normal war gestern de Kai S. Pieck : Theo
- 2015 : Verfehlung de Gerd Schneider : Dominik
- 2015 : Jana und der Buschpilot - Einsame Entscheidung de Ulli Baumann : Kai
- 2017 : Strassenkaiser de Florian Peters : Strassenkaiser

### Télévision

#### Téléfilms
- 2001 : Dangereuses rencontres de Christian Petzold : Kellner
- 2004 : Dornröschens leiser Tod de Markus Rosenmüller : Frank Neuhaus
- 2007 : Schuld und Unschuld de Markus Rosenmüller : C. Liehner
- 2007 : Der Mann von gestern de Hannu Salonen : Daniel
- 2009 : Un homme plein de surprises de Michael Rowitz : Leon
- 2010 : Mia et le millionnaire de Dominic Müller : Stanislav Markowich
- 2011 : Philtre d'amour de Nico Zingelmann : Ben Ritter
- 2011 : Nach der Hochzeit bin ich weg! de Matthias Steurer : Daniel Freywald
- 2011 : Emilie Richards - Sehnsucht nach Sandy Bay de Olivier Dommenget : Dr. Sam Long
- 2011 : Geister: All Inclusive de Axel Sand : Michael Hagen
- 2012 : Johanna und der Buschpilot - Der Weg nach Afrika de Ulli Baumann : Thomas Marrach
- 2012 : Johanna und der Buschpilot - Die Legende der Kraniche de Ulii Baumann : Thomas Marrach
- 2012 : Die Löwin de Stefanie Sycholt : Daniel
- 2013 : Le ministre de Uwe Janson : Franz Ferdinand von Donnersberg
- 2013 : Am Ende der Lüge de Markus Rosenmüller : Alexander Bussfeld

#### Séries télévisées
- 2000 : Für alle Fälle Stefanie : Toni Frank (1 épisode)
- 2001 : Dr. Sommerfeld - Neues vom Bülowbogen : Tim Woite (1 épisode)
- 2005 : SOKO Wismar : Robert Haacke (1 épisode)
- 2005 et 2010 : Küstenwache : Jan Tiede/Erik Tiede/Sebastian (2 épisodes)
- 2007 : SOKO Köln : Mehmet Uzun (1 épisode)
- 2007 : Elvis an the Cop : Kellner Angelo (1 épisode)
- 2008 : In aller Freundschaft : Olaf Knopp (1 épisode)
- 2008 : Family Mix : Dr. Medhi Kaan (épisode 16, saison 3)
- 2008-2011 : Le Journal de Meg : Dr. Medhi Kaan (22 épisodes)
- 2009-2013 : Tatort : Dr. Johannes Reichau / Rechtsmediziner Dr. Reichau / Rechtsmediziner Reichau... (9 épisodes)
- 2010 : Soko, brigade des stups : Olivier Säanger (1 épisode)
- 2010 : Midlife Crisis : Ronnie Dische (5 épisodes)
- 2010 : Lasko, le protecteur : Alessandro Bartoli (1 épisode)
- 2011 : Utta Danella : Niklas Steinke (1 épisode)
- 2011 : Der Bergdoktor : Reinhold Eisenbacher (1 épisode)
- 2012 : Kreuzfahrt ins Glück : Lukas Berger
- 2012 : Alerte Cobra : Kai Tannert (1 épisode)
- depuis 2013 : Heldt (de) : Commissaire Nikolas Heldt (70 épisodes - en cours)
- 2015 : Jana und der Buschpilot - Streit der Stämme (Mini-série) : Thomas Marrach